# Rhodopina seriatoides
Rhodopina seriatoides är en skalbaggsart som först beskrevs av Stefan von Breuning 1938.  Rhodopina seriatoides ingår i släktet Rhodopina och familjen långhorningar. Inga underarter finns listade i Catalogue of Life.